# Laemophloeus megacephalus
Laemophloeus megacephalus är en skalbaggsart som beskrevs av Antoine Henri Grouvelle 1876. Laemophloeus megacephalus ingår i släktet Laemophloeus och familjen ritsplattbaggar. Inga underarter finns listade i Catalogue of Life.